# Susanne Gregor

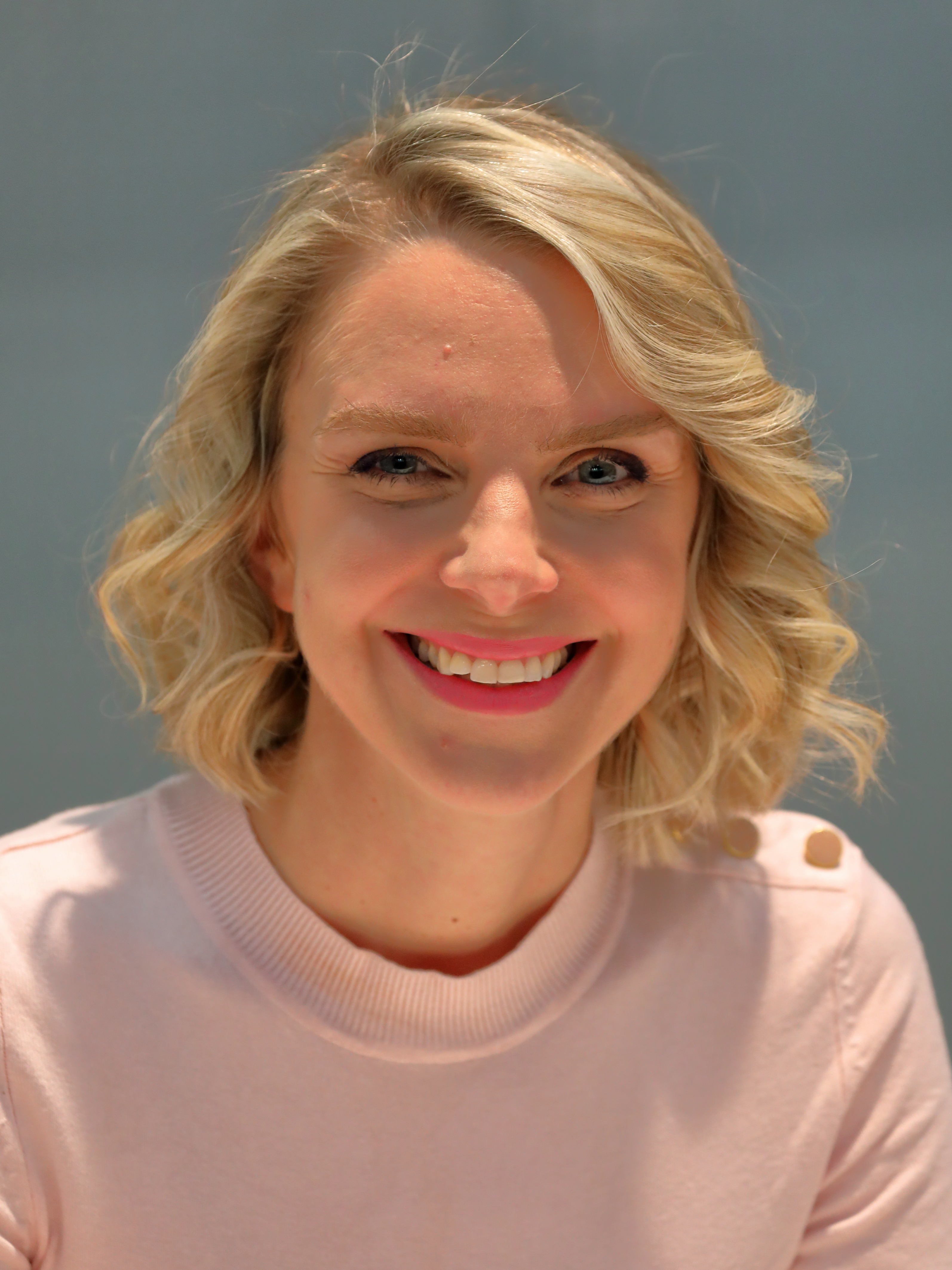
Susanne Gregor (2019)

Susanne Gregor (* 24. April 1981 in Žilina) ist eine österreichische Schriftstellerin slowakischer Herkunft.

## Leben
Susanne Gregor, geborene Gregorova, zog 1990 mit ihrer Familie nach Wartberg an der Krems in Oberösterreich. Sie besuchte das Gymnasium in Kirchdorf an der Krems, später studierte sie Germanistik und Publizistik an der Universität Salzburg. Mit Hilfe eines Fulbright-Stipendiums lehrte sie Deutsch als Fremdsprache an der University of New Orleans. Seit 2005 lebt sie in Wien, 2011 erschien ihr erster Roman Kein eigener Ort.
Großen Erfolg hatte Susanne Gregor 2019 mit dem Roman Das letzte rote Jahr. Aus der Sicht eines 14-jährigen Mädchens namens Misa wird das geschichtsträchtige Jahr 1989 – „das letzte rote Jahr“ – in der slowakischen Industriestadt Žilina geschildert. Der Kritiker Cornelius Hell lobte in einer Rezension für den ORF die „wunderbare Komposition“ des Romans: „Susanne Gregor ist eine Erzählerin von großem Format, die (…) eine psychologisch bis in die letzten Nuancen stimmige Figurenkonstellation zu entwerfen vermag. Vor allem aber verfügt sie über eine Sprache, die noch den banalsten Alltagsszenen einen spezifischen Glanz verleiht.“
Für ihren Roman Wir werden fliegen wurde sie 2023 für den Österreichischen Buchpreis nominiert.

## Werke
- Kein eigener Ort. Roman, Edition Exil, Wien 2011, ISBN 978-3-901899-55-3.
- Territorien. Roman, Literaturverlag Droschl, Graz-Wien 2015, ISBN 978-3-85420-966-9.
- Unter Wasser. Erzählungen, Literaturverlag Droschl, Graz-Wien 2018, ISBN 978-3-99059-014-0.
- Das letzte rote Jahr. Roman, Frankfurter Verlagsanstalt, Frankfurt am Main 2019, ISBN 978-3-627-02273-0.
- Wir werden fliegen. Roman, Frankfurter Verlagsanstalt, Frankfurt am Main 2023, ISBN 978-3-627-00308-1.
- Halbe Leben. Roman, Paul Zsolnay Verlag, Wien 2025, ISBN 978-3552075238.

## Auszeichnungen
- 2009: Hohenemser Literaturpreis Förderpreis[4]
- 2010: Buch Wien 1. Preis Exil Literaturpreis, Schreiben zwischen den Kulturen[5]
- 2016: Österreichisches Staatsstipendium
- 2020: Förderpreis der Stadt Wien
- 2021: Elias Canetti Stipendium